# Thalassodendron ciliatum
Thalassodendron ciliatum là một loài thực vật có hoa trong họ Cymodoceaceae. Loài này được (Forssk.) Hartog miêu tả khoa học đầu tiên năm 1970.